# Beatrice (film 1921)
Beatrice è un film muto del 1921 diretto da Herbert Brenon e interpretato dall'attrice Marie Doro. Brenon e la Doro girarono alcuni film in Italia, cui partecipò anche il direttore della fotografia Giuseppe Filippa.

## Produzione
Il film fu prodotto nel 1921 dalla Caesar Film, una compagnia di produzione italiana.

## Distribuzione
Distribuito dall'Unione Cinematografica Italiana, il film uscì negli USA con il titolo The Stronger Passion.

### Date di uscita
- Regno Unito: maggio 1921
- USA: 1921